# Luka Oakland
Luka Oakland je glavna teretna luka sjeverne Kalifornije i jedna od glavnih luka zapadnih Sjedinjenih Američkih Država, te cijelog SAD-a. Bila je prva glavna američka luka na obali Tihog oceana koja je izgradila terminale za kontejnerske brodove. Danas je četvrta najveća luka u SAD-u, poslije Long Beacha, Los Angelesa i Newarka. Razvojem intermodalnog sistema kontejnerskog upravljanja 2002. se dosegao vrhunac jednog desetljeća planiranja i izgradnje, omogućivši teretno postrojenje visoke količine te daljnje ekspanzije udjela Luke Oakland na teretnom tržištu zapadne obale Sjeverne Amerike.
Luka je osnovana 1852. godine, kada je dotadašnje ušće bilo iskopano te su se izgradila velika teretna pristaništa. Dvadeset dvije godine poslije, u 1874. godini se luka trebala jaružati ponovno i s time je postala luka velike dubine te je bila osnovana danšnja moderna luka Oakland. Sa zgotovljenjem ulaganja u luku 2002. godine, u kojoj se od 1962. godine uložilo preko 1,4 milijarde USD, luka je osigurala važno mjesto u gospodarstvu Amerike. Puno krcatelja Tihog oceana odlučili su preusmjeriti svoj prijevoz tereta za Oakland obzirom na novi, moderni, intermodalni sustav kontejnerskog upravljanja, povezan s velikim gužvama u Long Beachu i Los Angelesu u južnoj Kaliforniji.

## Vanjske poveznice
- Službena stranica (engl.)